# Модика
Модика (итал. Modica) град је у јужној Италији. Град је треће по величини насеље унутар округа Рагуза у оквиру италијанске покрајине Сицилија.
Модика је позната по богатом барокном језгру, па је са још 6 градова у околини под заштитом УНЕСКОа као "7 градова долине Ното".

## Природне одлике
Град Модика налази се у крајње јужном делу Италије, на 260 км југоисточно од Палерма, а 20 км од Средоземног мора. Град се сместио на надморској висини од око 300 m унутар Иблејских планина. Град је на заталасаном тлу, које се на месту старог градског језгра урушава у долину, што је доказ да је град настао на стратешки добро постављеном месту.

## Становништво
Према резултатима пописа становништва 2011. у општини је живело 53.959 становника.
| 1931.  | 1936.  | 1951.  | 1961.  | 1971.  | 1981.  | 1991.  | 2001.  | 2011.  |
| ------ | ------ | ------ | ------ | ------ | ------ | ------ | ------ | ------ |
| 49.703 | 41.170 | 43.810 | 44.050 | 44.131 | 47.537 | 50.529 | 52.639 | 53.959 |

Модика данас има око 55.000 становника, махом Италијана. Пре пола века град је имао исто становника као сада. Последњих деценија број становника у граду расте.

## Партнерски градови
- Алтамура

## Галерија
- Стари део града
- Катедрала светог Ђорђа
- црква светог Јована Јеванђелисте
- Модика пре залазак сунца